# Алтинкуль (футбольний клуб)
Футбольний клуб «Алтинкуль» або просто «Алтинкуль» — узбецький професіональний футбольний клуб з міста Алтинкуль Андижанської області.

## Історія
Футбольний клуб «Алтинкуль» було засновано в 1993 році в місті Алтинкуль Андижанської області. З 1994 по 1996 роки команда виступала у Першій лізі чемпіонату Узбекистану. Найкращим досягненням клубу в національних чемпіонатах стало 6-те місце, яке команда здобула в Першій лізі чемпіонату Узбекистану сезону 1994 року.

## Досягнення
- Перша ліга:
  - 6-те місце (1): 1994